# Geblasene Flasche
Eine geblasene Flasche ist ein Musikinstrument, das erklingt, wenn Luft über die Flaschenöffnung geblasen wird. 

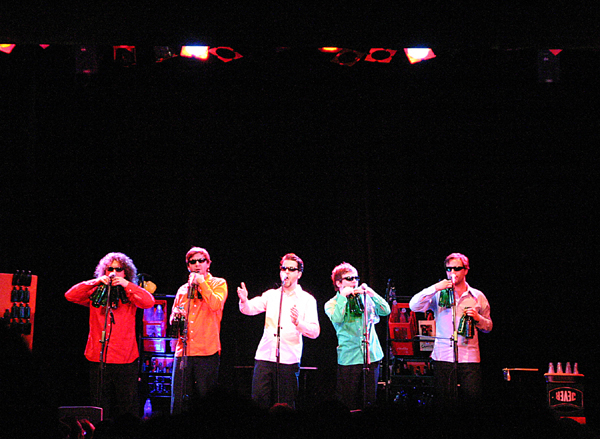
Musizieren auf geblasenen Flaschen (GlasBlasSing Quintett, 2009)

 Der zugrunde liegende Gedanke dabei ist, dass alle röhrenähnlichen Gebilde mit nur einer Öffnung wie eine Flöte geblasen werden können, so auch Flaschen. Der Klang wird mit einer durch ausgeblasene Luft ins Schwingen gebrachten Luftsäule erzeugt. Die Flaschen können durch Zugabe beispielsweise von Wasser oder Sand in das Gefäß gestimmt werden. Je kleiner der Hohlraum, desto höher der erzeugte Ton. Wie bei der – im Klang unter anderem durch das Ansatzgeräusch ähnlichen – Panflöte, die allerdings aus einer festen Reihe von Röhrchen besteht, mit denen verschieden hohe Töne erzeugt werden können, werden für das Spiel mit geblasenen Flaschen für die benötigten Stücke in der Regel die Flaschen entsprechend abgestimmt zusammengestellt. Geblasene Flaschen werden manchmal von Volksmusikern verwendet. Es gibt einige Ensembles. Der geblasenen Flasche (engl. blown bottle) ist in der Belegung der Programmplätze von General MIDI (GM) die Nummer 77 zugewiesen. Häufig geblasene Flaschen sind Bierflaschen.

## Beispiel Blown bottle
Anfang des Allegro aus der Kleinen Nachtmusik von Mozart auf dem Instrument „Geblasene Flasche“ (Blown bottle, GM 77):